# Gertrud Bensow-Lööf

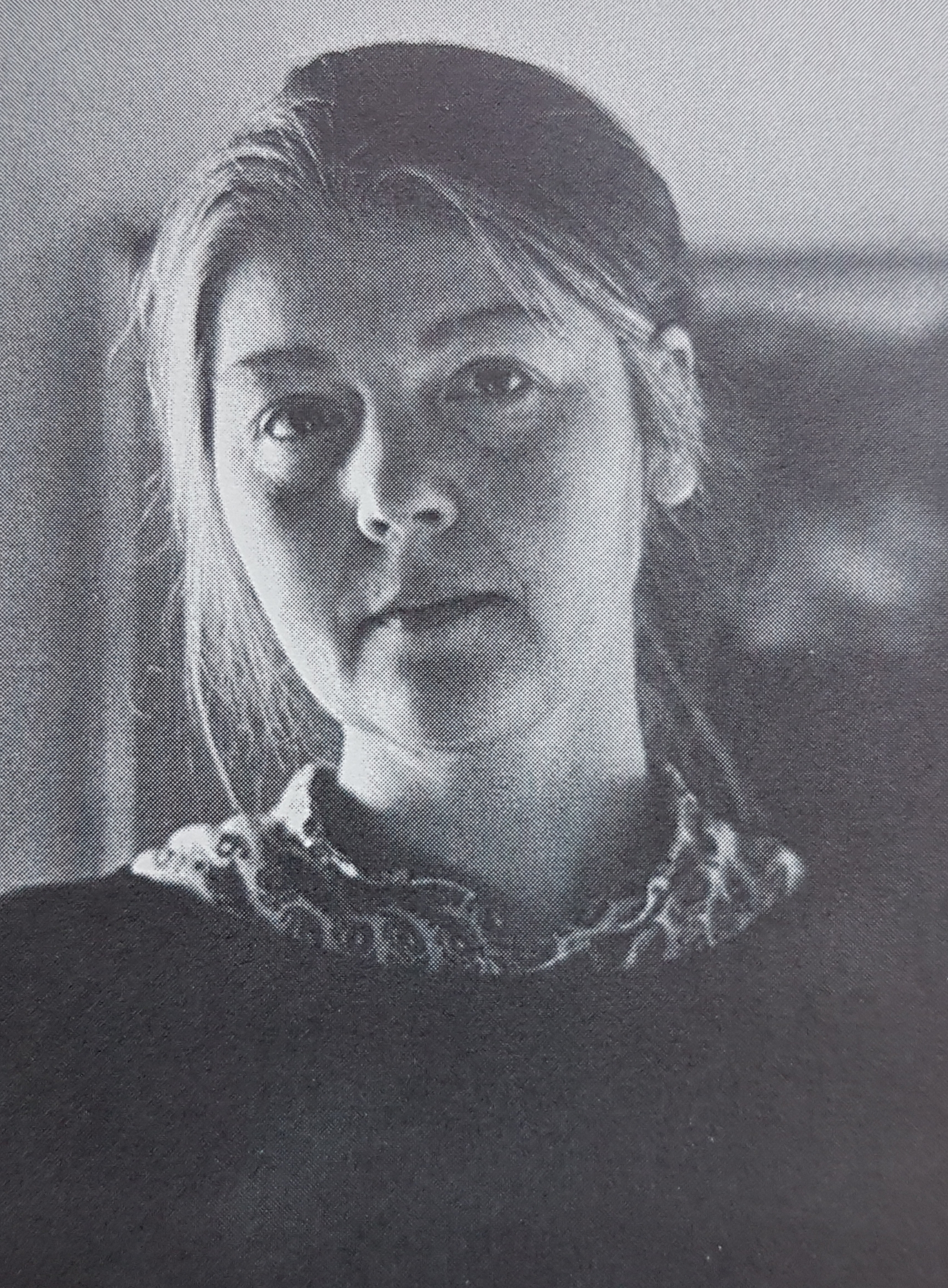
Gertrud Bensow-Lööf

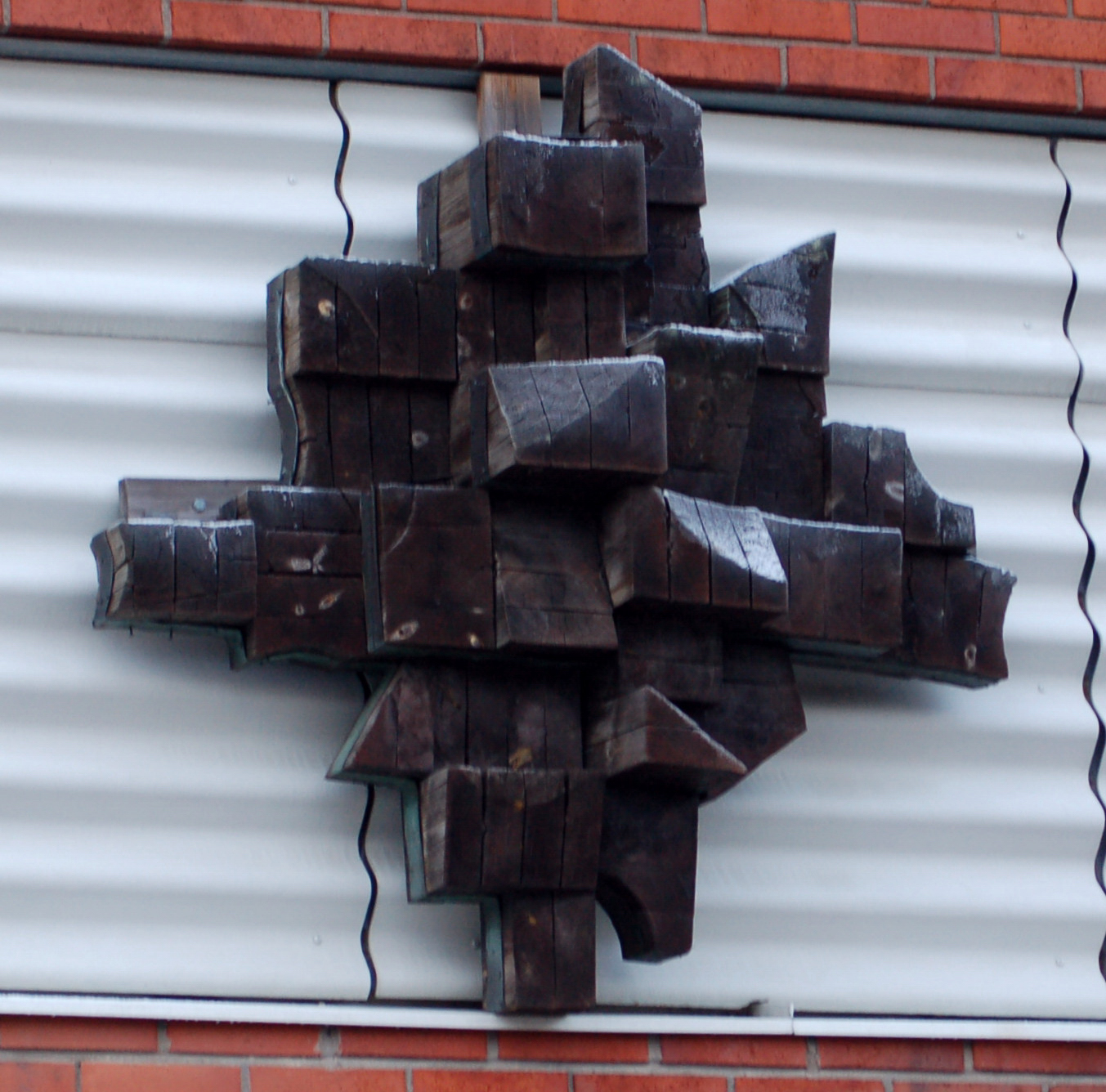
Fasadutsmyckning på Hemvägen i Karlstad av Gertrud Bensow-Lööf.

Gertrud Bensow-Lööf, född Bensow 3 oktober 1926 i Stockholm, är en svensk målare, tecknare och grafiker. Hon var gift med konstnären Ingemar Lööf och är mor till keramikern Karin Lööf. 
Hon var dotter till överstelöjtnanten Einar Bensow och Hilda Nauclér. Bensow-Lööf studerade vid Konstfackskolan 1942–1947 och var elev vid Konstakademins etsarskola 1947–1952 där hon hade Harald Sallberg och Emil Johansson-Thor som lärare. Hon företog studieresor till Danmark, Finland, Norge, och Italien 1947, Frankrike 1954 och Spanien 1956 och 1957. 
Bensow-Lööf deltog i utställningen Nutida svensk grafik på Nationalmuseum 1951 samt Unga tecknare på Nationalmuseum och i en grafikutställning på Lorensbergs konsthall i Göteborg 1953. Rackstadmuseet 2007 samt samlingsutställningen Kristinehamnare, NuDå-100 år av Kristinehamnskonst 2003. Tillsammans med dottern och maken ställde hon ut på Sundsbergs gård i Sunne 2003.
Bland hennes offentliga utsmyckningar märks Träkubb på vägg som är en fasadutsmyckning i bostadsområdet Hemvägen, Våxnäs, Karlstad samt dekorativa uppdrag i barndaghem i Kristinehamn.
Bensow-Lööf är representerad på Moderna museet, Norrköpings konstmuseum, Värmlands museum, Skövde konsthall och Region Värmland.